# Potlatch

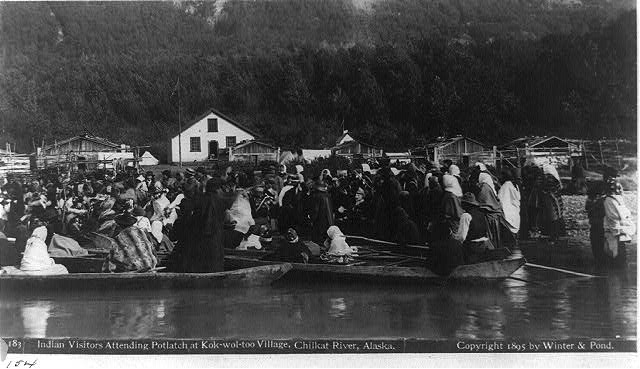
Una cerimònia de potlatch cap al 1895

El potlatch és una cerimònia practicada pels pobles indígenes de la costa del Pacífic al nord-oest d'Amèrica del Nord, tant als Estats Units com a la Colúmbia Britànica del Canadà. Entre aquests pobles trobem els: haida, tlingit, tsimshian, bitterroot salish, nuu-chah-nulth, i kwakiutl (Kwakwaka'wakw).
El potlatch, vigent fins al segle xx, pren la forma de festí cerimonial per al qual s'utilitza carn de foca o salmó. En aquest festí s'observen les relacions jeràrquiques entre els grups, que es reforcen mitjançant l'intercanvi de regals i altres cerimònies. L'amfitrió mostra la seva riquesa i importància regalant les seves possessions, volent donar a entendre que en té tantes que pot permetre's fer tants regals.
Durant la cerimònia es creen o es reforcen les relacions jeràrquiques entre els diversos grups gràcies a l'intercanvi de dons i altres rituals. Amb el potlatch els individus del mateix estatus social distribueixen o fan una cursa per destruir una gran quantitat de béns per afirmar públicament el mateix rang o per reconquerir-lo en el cas que l'hagués perdut.
El potlatch és un exemple de l'economia del do teoritzada per Mauss (1924), en què els amfitrions demostren la seva riquesa i importància gràcies a la distribució de les seves propietats, i empenyen així els participants a bescanviar-los quan realitzaran el seu potlatch. Encara que aquest tipus d'intercanvi sigui practicat universalment, la nostra pràctica de pagar la beguda als amics n'és un, el potlatch ha esdevingut l'exemple més conegut d'aquest tipus de fenomen.
Al principi el potlatch servia per a celebrar esdeveniments importants de la vida de la família amfitriona, com pot ser el naixement d'un fill. L'aparició dels productes industrials dins de les societats indígenes americanes provocà una sobredimensió de les pràctiques del potlatch durant els segles XVIII i XIX.
Alguns grups com els kwakiutl, prenien el potlatch com una competició extremada. En molts casos els béns distribuïts eren destruïts després d'haver estat rebuts; el potlatch era de fet un mecanisme amb el qual es fabricaven objectes fora del procés productiu, aquells béns que si haguessen continuat dins, haurien provocat una alteració del sistema i conseqüentment haurien provocat una alteració de l'estructura de les relacions de poder de la comunitat.
A la fi del segle XIX, les autoritats del Canadà i dels Estats Units van il·legalitzar la pràctica del potlatch; aquest fet es produí sota la influència missionera i dels agents governamentals, que la consideraven una tradició inútil, improductiva i que incentivava la despesa fútil, lluny de la visió de l'ètica protestant del treball.
Malgrat la prohibició, les pràctiques de potlatch han continuat realitzant-se de manera clandestina. Molts indígenes americans han realitzat peticions i mobilitzacions als seus governs per canviar la legislació contra una tradició que comparen al Nadal cristià, ocasió en què es fa festa amb els amics i es produeix un intercanvi de regals sense "sentit". Les lleis anti-potlatch mai no han estat abolides, però durant el segle XX la persecució d'aquesta pràctica s'ha debilitat molt.
Actualment les persones continuen realitzant les cerimònies del potlatch, que tornen a ser un element central de la vida de la comunitat. El motiu de la seva realització pot variar depenent de les tradicions de cada grup ètnic.
Aquesta pràctica continua tenint una gran fascinació dins el camp dels recercadors socials i els escriptors, i al mateix temps ha esdevingut també un model dels moviments open source i altres moviments socials.